# خون‌بهای میلیونر
خون‌بهای میلیونر (به انگلیسی: Billionaire Ransom) یا «پایین کشیدن» یک فیلم مهیج انگلیسی به کارگردانی جیم گیلسپی و نویسندگی الکساندر ایگنن است.از ستاره های این فیلم میتوان به جرمی سومپتر، فیبی تانکین، اد وستویک، دومینیک شروود، مارک بونار و سباستیان کخ اشاره کرد.

این فیلم در ۵ می ۲۰۱۶ در کویت و در تاریخ ۱۹ اوت ۲۰۱۶ در ایالات متحده منتشر شد.

## خلاصه
شرکت کنندگان در یک اردو در اسکاتلند برای کودکان جوان و شورشی فوق ثروتمند ، مجبورند سریع رشد کنند و کنترل امور را پس از اینکه اردوگاه توسط گروهی از مجرمان گروگان گرفته شده به دست بگیرند.